# Michikinikwa
Pour les articles homonymes, voir Little et Turtle.
Michikinikwa, encore appelé Little Turtle (« petite tortue »), est un chef des Amérindiens Miamis né en 1752 dans un petit village près de l'Eel River (rivière des anguilles). 

## Biographie
Son père était chef mandan, sa mère une Mohegane.
En 1790, il inflige une défaite sévère aux troupes américaines du général Josiah Harmar, sur la rivière Miami. L'année suivante, il inflige une nouvelle défaite au général Arthur St. Clair dont seuls 48 hommes sur 1 000 parviennent à s'échapper lors de la bataille de la Wabash.
Quatre années plus tard, il est vaincu par le général Anthony Wayne avec lequel il signe un accord de paix. Avec la signature du traité de Greenville en 1795, il doit abandonner ses droits sur l'Ohio et l'Indiana.
En 1797, le peintre Gilbert Stuart fait son portrait lors d'un voyage de Little Turtle à Washington.
Michikinikwa meurt le 14 juillet 1812 dans son village natal qui portait alors le nouveau nom de Fort Wayne.
La tombe de Michikinikwa est mise à jour accidentellement en 1912 lors de travaux de construction.